# Ципес, Леонид Исаакович
Леонид Ципес (14 июля 1941 года) — советский украинский и израильский шашист. Серебряный призёр чемпионата СССР по международным шашкам 1981 года, многократный чемпион Украины по международным и русским шашкам. Международный мастер, ученик Зиновия Цирика.
Леонид Ципес был победителем розыгрыша Кубка СССР 1970 года, победителем первенства ДСО профсоюзов 1975 и серебряным призёром 1973 годов. Представлял общество «Авангард» (Харьков). Являлся президентом Федерации шашек Харькова.